# U-Bahn-Station Herrengasse

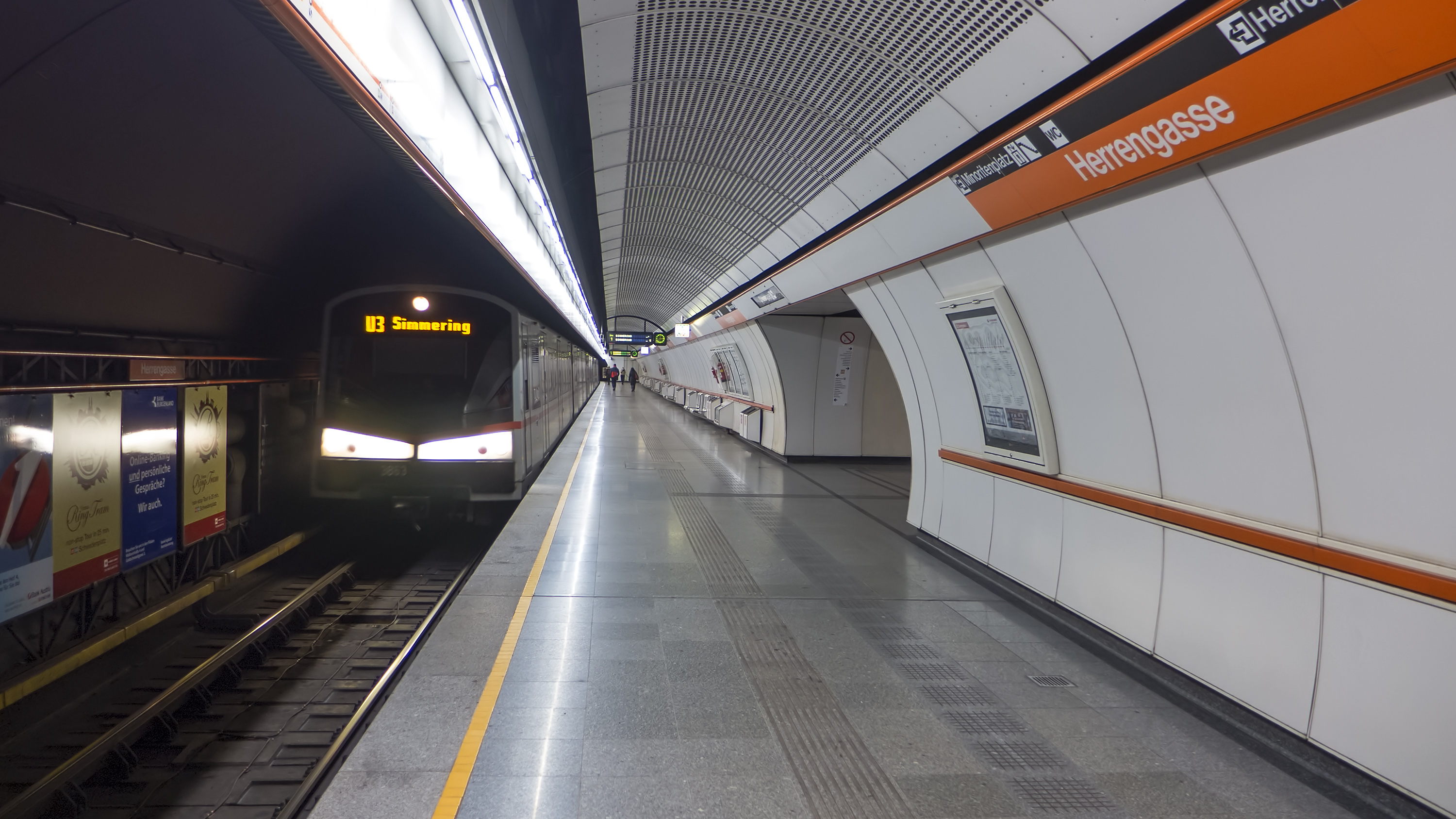
Bahnsteig der Station

Die Station Herrengasse der Linie U3 im 1. Wiener Gemeindebezirk Innere Stadt wurde am 6. April 1991 eröffnet. Die Station, die sich direkt unter dem Regierungsviertel mit Außenministerium, Bundeskanzleramt und Präsidentschaftskanzlei befindet und sich zwischen der Wallnerstraße und dem Minoritenplatz erstreckt, wurde nach der Herrengasse benannt, die auf den ehemaligen Sitz der Niederösterreichischen Landesregierung hinweist. Die Bahnsteige befinden sich als Seitenbahnsteige in zwei getrennten Tunnelröhren.
Ausgänge führen einerseits mittels Rolltreppen in die Fahnengasse, eine kurze Verbindungsgasse zwischen Wallnerstraße und Herrengasse, andererseits per Aufzug und fester Stiege auf den Minoritenplatz. Damit ist die Station barrierefrei zugänglich. Der Aufgang Herrengasse ist über die Wallnerstraße mit der innerstädtischen Fußgängerzone Kohlmarkt-Tuchlauben-Graben-Kärntner Straße verbunden.
Die Bauarbeiten an diesem Abschnitt der Linie U3 begannen im November 1983 und erwiesen sich als unerwartet schwierig: am 13. Juli 1987 wurde im Bereich dieser Station unter dem Niederösterreichischen Landhaus mit Quecksilber verunreinigtes Erdreich gefunden.

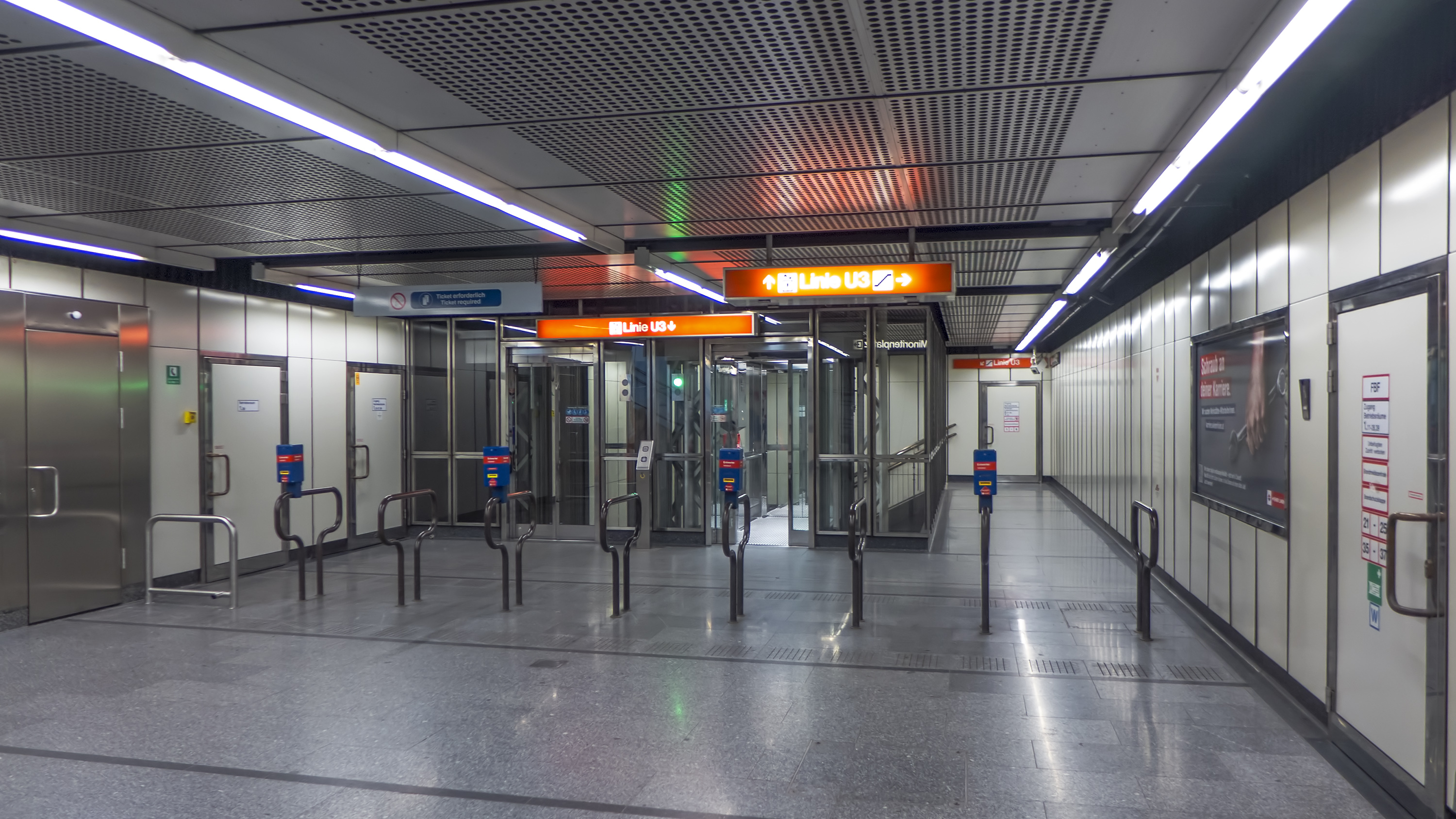
In der Station
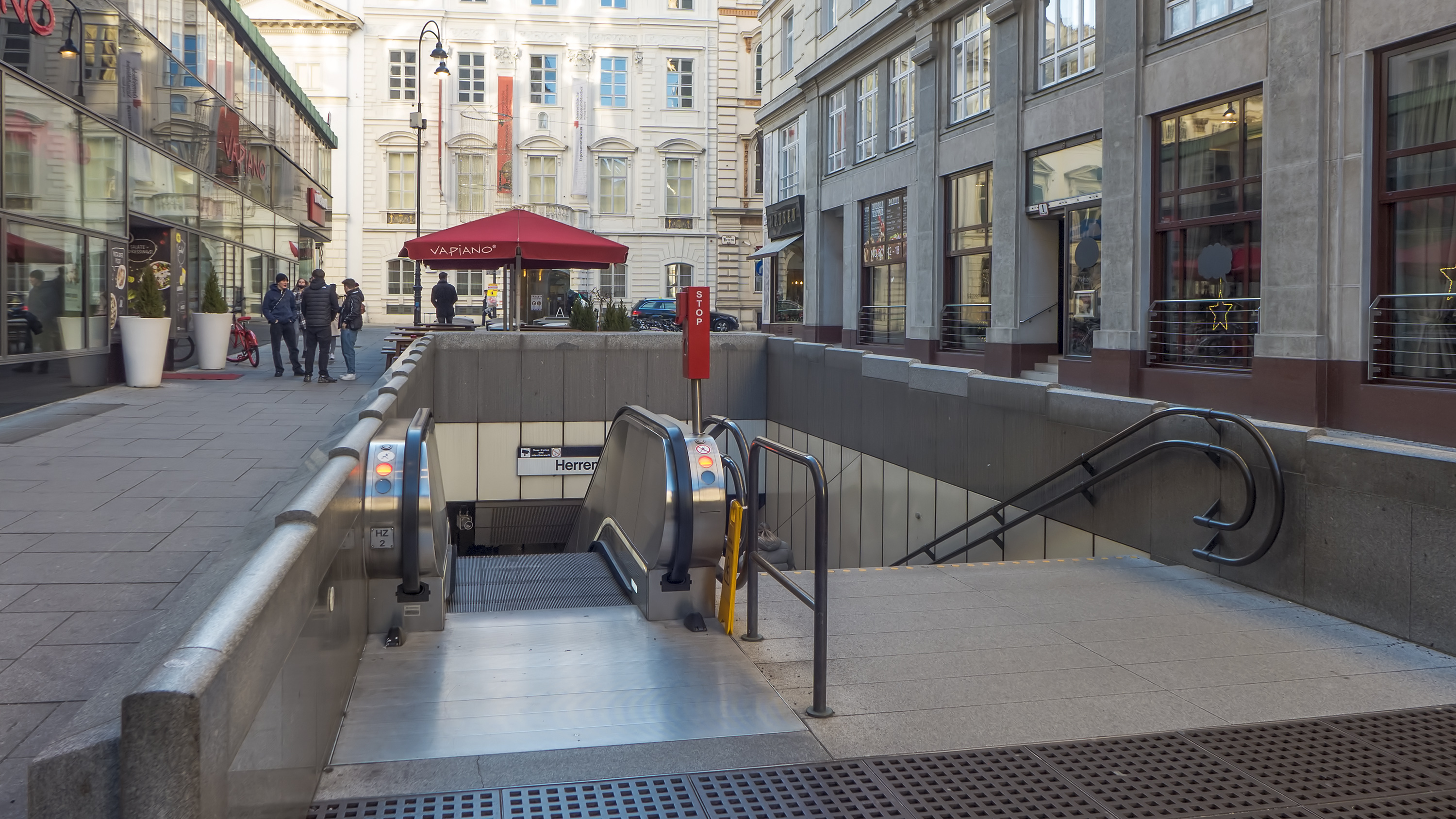
Ausgang Fahnengasse
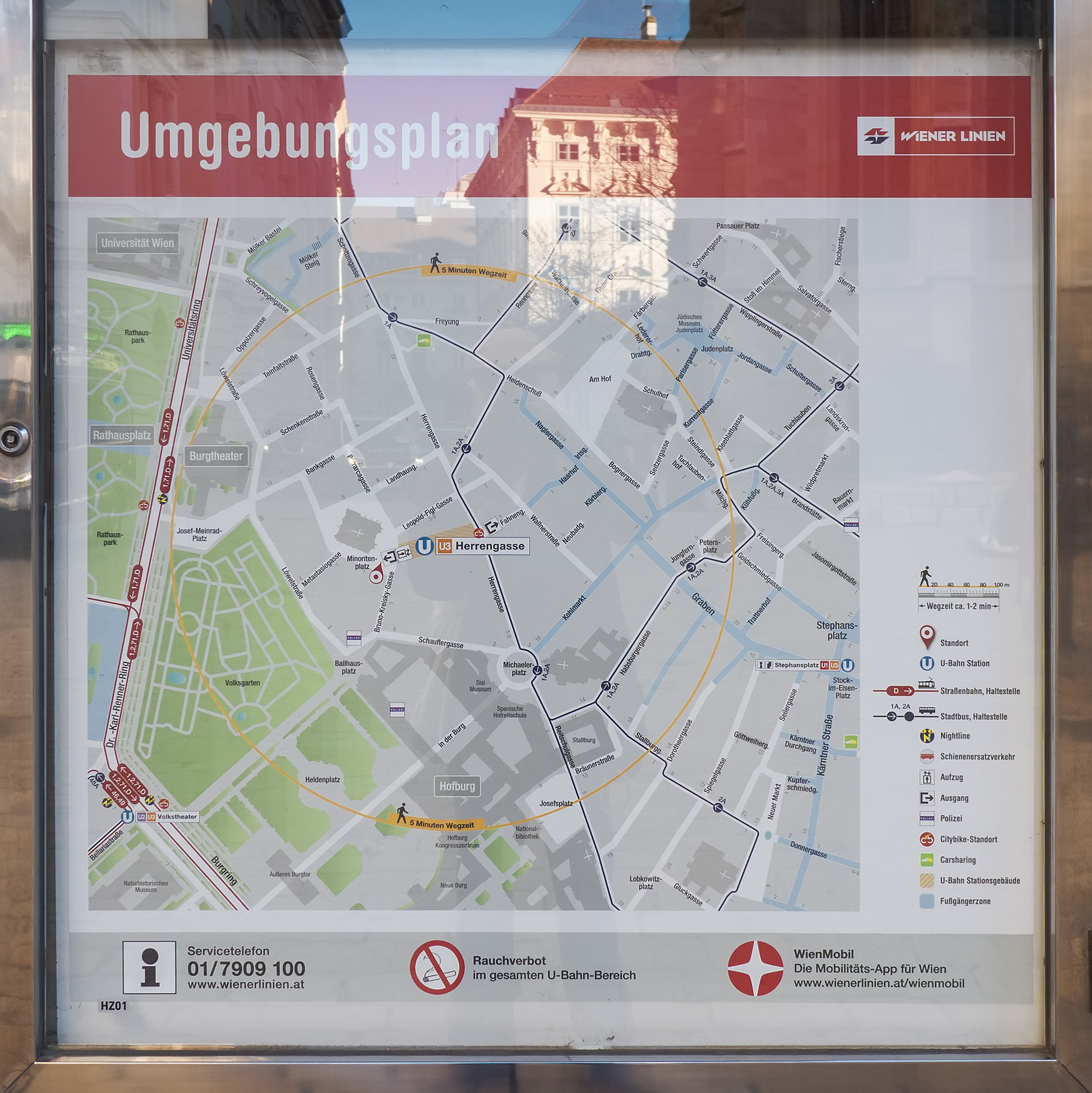
Umgebungsplan

## Ausgestaltung
Im Zuge des U-Bahn-Baus wurde der Minoritenplatz aufgegraben und dann die Oberfläche wiederhergestellt. Dabei wurde 1991 mittels einer niederen Steinmauer der Grundriss der ehemaligen Ludwigskapelle dargestellt. Die gotische Kapelle war 1316–1328 an den Ostabschluss der Minoritenkirche angebaut worden. Im Jahr 1903 wurde das architektonisch sehr wertvolle Bauwerk ohne triftigen Grund demoliert. Der nachgebildete Grundriss kann als Mahnung an spätere Generationen verstanden werden, mit dem baulichen Erbe früherer Generationen sorgfältiger umzugehen.

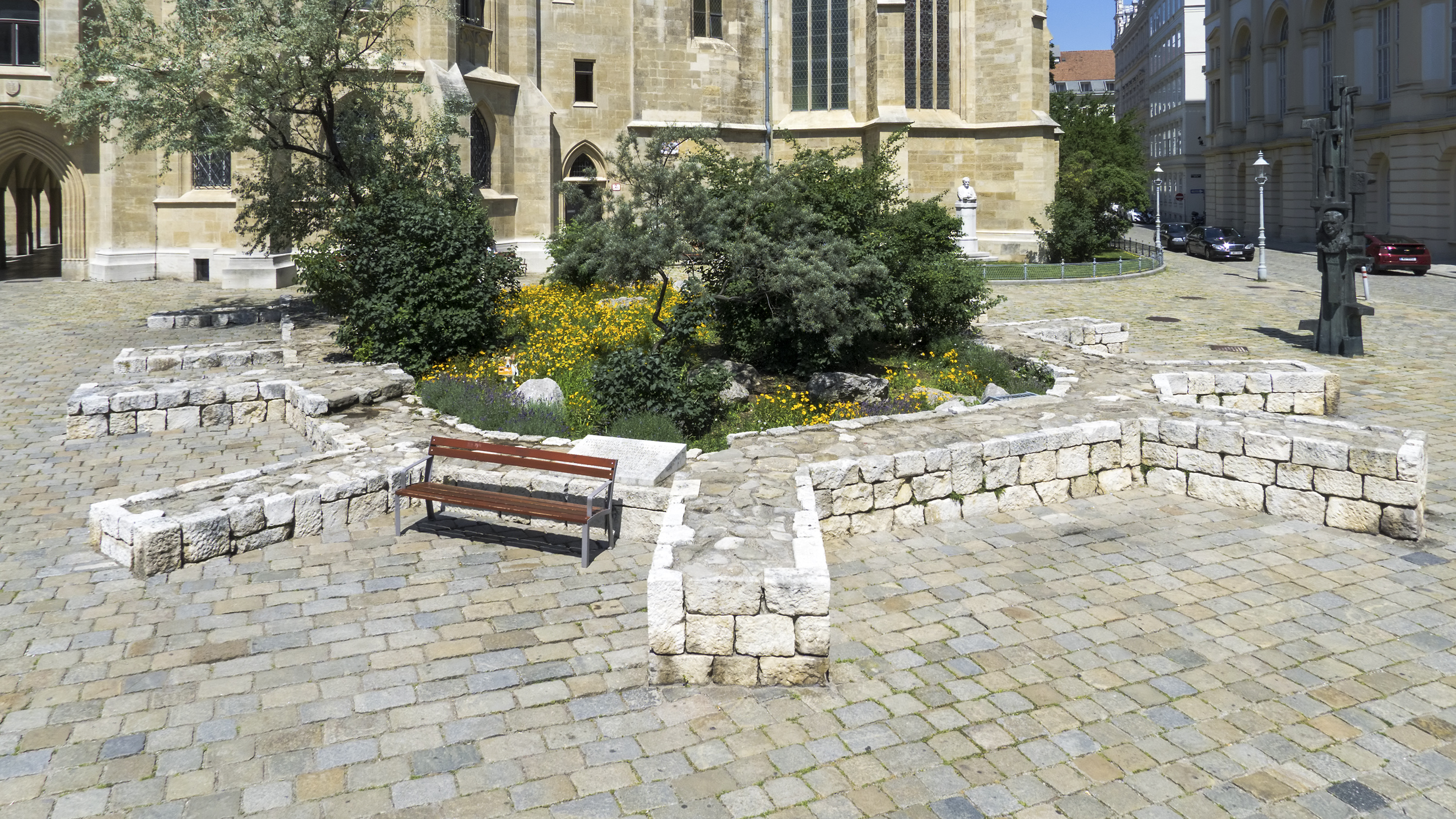
Erinnerung an die zerstörte Ludwigskapelle
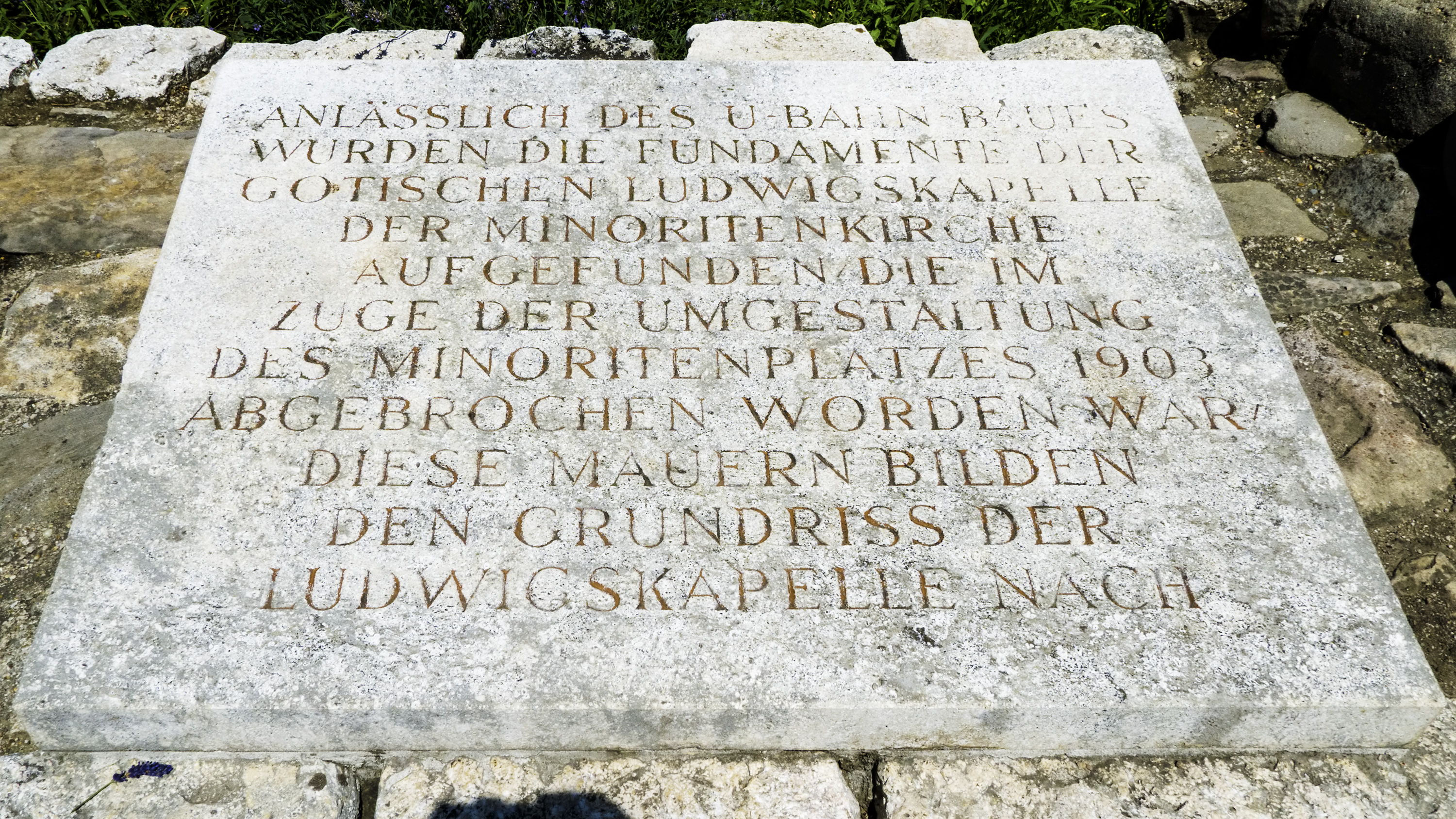
Tafel zur Erläuterung